# Омар Нарваес
Омар Андрес Нарваес (ісп. Omar Andrés Narváez; 7 жовтня 1975, Трелев, Чубут) — аргентинський професійний боксер, чемпіон світу за версією WBO (2002—2010) в найлегшій вазі і (2010—2014) в другій найлегшій вазі, чемпіон Панамериканських ігор, призер чемпіонатів світу серед аматорів.
Станом на 27 листопада 2022 року залишається на чолі списку найтриваліших чинних чемпіонів у найлегшій вазі.

## Аматорська кар'єра
На Олімпійських іграх 1996 переміг у першому бою Хоана Гусмана (Домініканська Республіка) — 9-4, а в другому програв Мехді Ассус (Алжир) — 4-20.
На чемпіонаті світу 1997 став бронзовим призером.
- В 1/16 фіналу переміг Рамаза Газашвілі (Грузія) — 9-3
- В 1/8 фіналу переміг Агасі Агагюль-огли (Туреччина) — 6-5
- У чвертьфіналі переміг Георге Мокану (Румунія) — 13-0
- У півфіналі програв Мануелю Мантілья (Куба) — 3-17

На Панамериканських іграх 1999, здобувши перемоги над Евертом Бетанко (Нікарагуа), Мануелем Мантілья (Куба) і Хосе Наварро (США), завоював золоту медаль.
На чемпіонаті світу 1999 став срібним призером.
- В 1/8 фіналу переміг Стіва Молітор (Канада) — 11-1
- У чвертьфіналі переміг Жерома Тома (Франція) — 5-0
- У півфіналі переміг Вальдемара Кукеряну (Румунія) — 6-2
- У фіналі програв Булату Жумаділову (Казахстан) — 4-6

На Олімпійських іграх 2000 переміг Карлоса Валькарселя (Пуерто-Рико) — 12-6 і програв у другому бою Володимиру Сидоренко (Україна) — 10-16.

## Професіональна кар'єра
Після Олімпіади Омар Нарваес 1 грудня 2000 року дебютував на професійному рингу. 13 липня 2002 року в своєму дванадцятому бою, здобувши перемогу одностайним рішенням суддів над чинним чемпіоном Адонісом Рівасом (Нікарагуа), завоював звання чемпіона світу за версією WBO в найлегшій вазі.
Омар Нарваес залишався чемпіоном впродовж 7 років 10 місяців до 14 травня 2010 року. За цей час він провів 16 успішних захистів титулу проти 15 суперників, у тому числі здобувши перемогу над французом Брахімом Аслумом, олімпійським чемпіоном 2000 з боксу в першій найлегшій вазі і в майбутньому чемпіоном світу за версією WBA в першій найлегшій вазі.
15 травня 2010 року Омар Нарваес, відмовившись від титулу чемпіона у найлегшій вазі, вийшов на бій за вакантний титул чемпіона світу за версією WBO у другій найлегшій вазі проти нікарагуанця Еверта Брісено. Здобувши перемогу одностайним рішенням суддів, Нарваес став чемпіоном у другій ваговій категорії.
Провівши три успішних захиста титулу, 22 жовтня 2011 року Омар Нарваес вийшов на бій проти об'єднаного чемпіона WBC і WBO у легшій вазі філіппінця Ноніто Донера і зазнав першої поразки в кар'єрі, програвши одностайним рішенням суддів. Після цього Нарваес провів ще вісім успішних захистів звання чемпіона WBO у другій найлегшій вазі.
30 грудня 2014 року Омар Нарваес проводив черговий захист проти молодої зірки японця Іноуе Наоя. Бій розпочався повністю під диктовку японця. І вже в другому раунді аргентинець опинився в важкому нокауті, втративши титул чемпіона.
Ще раз 21 квітня 2018 року Омар Нарваес здійснив спробу завоювати титул чемпіона світу за версією WBO у легшій вазі, але програв чинному чемпіону Золані Тете (ПАР) за очками.